# دریای بوفورت
دریای بوفورت بخشی از اقیانوس منجمد شمالی است که در شمال قاره آمریکای شمالی قرار دارد و به دلیل موقعیت استراتژیک و منابع طبیعی غنی، اهمیت ویژه‌ای دارد. این دریا از غرب به دریای چوکچی، از شرق به خلیج آموندسن و از جنوب به سواحل شمالی آلاسکا و کانادا محدود می‌شود. نام این دریا از سر فرانسیس بوفورت، نقشه‌نگار و دریانورد ایرلندی، گرفته شده است.
دریای بوفورت در شمال غرب کشور کانادا واقع است. این دریا به اقیانوس منجمد شمالی راه دارد. این دریا همچنین به آلاسکا و سه ایالت کانادا به نام‌های یوکان، نورت‌وست تریتوریز و نوناووت راه دارد.
دریای بوفورت با اقلیم قطبی خود، زمستان‌های طولانی و یخبندان دائمی را تجربه می‌کند. یخ‌های دریایی در این منطقه تا اواخر تابستان باقی می‌مانند، اما به دلیل تغییرات اقلیمی، میزان این یخ‌ها در دهه‌های اخیر کاهش یافته است. این تغییرات باعث افزایش توجه جهانی به این دریا شده، زیرا با کاهش یخ‌ها، فرصت‌های جدیدی برای کشتیرانی و اکتشاف منابع طبیعی فراهم شده است.
این دریا به‌طور عمده به دلیل ذخایر بزرگ نفت و گاز طبیعی در زیر بستر آن شناخته می‌شود. منطقه بوفورت یکی از منابع اصلی انرژی در قطب شمال است و استخراج این منابع از دهه‌های گذشته آغاز شده است. این فعالیت‌ها، اگرچه از نظر اقتصادی اهمیت زیادی دارند، اما نگرانی‌هایی در مورد تأثیرات زیست‌محیطی و آسیب به اکوسیستم حساس منطقه به همراه داشته‌اند.
از نظر زیست‌محیطی، دریای بوفورت خانه گونه‌های متعددی از حیات‌وحش قطبی است، از جمله خرس‌های قطبی، گرازهای دریایی، نهنگ‌های بوفورت و پرندگان مهاجر. این دریا همچنین نقش مهمی در فرهنگ و زندگی سنتی مردم بومی اینوئیت ایفا می‌کند که قرن‌ها در این منطقه زندگی کرده و از منابع طبیعی آن برای بقا استفاده کرده‌اند.
دریای بوفورت از نظر جغرافیایی نیز اهمیت ویژه‌ای دارد، زیرا بخشی از مرز دریایی بین ایالات متحده و کانادا را تشکیل می‌دهد. این موضوع در برخی موارد به اختلافات حقوقی میان دو کشور بر سر حاکمیت بر برخی بخش‌های این دریا منجر شده است. با این حال، این منطقه همچنان به عنوان یک نقطه راهبردی برای پژوهش‌های علمی و اقتصادی در قطب شمال شناخته می‌شود.